# George Macaulay Trevelyan
 (mai 2016).
Pour les articles homonymes, voir Trevelyan.
George Macaulay Trevelyan (né à Welcombe House, Stratford-upon-Avon, Warwickshire,  le 16 février 1876, mort à Cambridge, le 21 juillet 1962) est un historien et un écrivain britannique.

## Ses œuvres
George Macaulay Trevelyan est un auteur prolifique : 
- England in the Age of Wycliffe (1899). Le titre de cet ouvrage est trompeur, puisqu'il traite des conditions politiques, sociales  et religieuses en Angleterre uniquement sur les dernières années de la vie de Wiclef. Six des neuf chapitres sont consacrés aux années 1377 à 1385, alors que les deux derniers traitent l'histoire des Lollards, de 1382 jusqu'à la réforme[1] ;
- England Under the Stuarts (1904).
- The Poetry and Philosophy of George Meredith (1906).
- Garibaldi's Defence of the Roman Republic (1907) :
- Garibaldi and the Thousand (1909).
- Garibaldi and the Making of Italy (1911).
- The Life of John Bright (1913).
- Clio: A Muse and Other Essays (1913).
- Scenes From Italy's War (1919).
- The Recreations of an Historian (1919).
- Lord Grey of the Reform Bill (1920).
- British History in the Nineteenth Century (1922).
- Manin and the Venetian Revolution of 1848 (1923).
- History of England (1926).
- England Under Queen Anne:
  - Blenheim (1930).
  - Ramillies and the Union with Scotland (1932).
  - The Peace and the Protestant Succession (1934).
- Sir George Otto Trevelyan: A Memoir (1932).
- Grey of Fallodon (1937).
- The English Revolution, 1688-1698 (1938).
- Trinity College: An Historical Sketch (1943).
- English Social History: A Survey of Six Centuries from Chaucer to Queen Victoria (1944).
- An Autobiography and Other Essays (1949).
- A Layman's Love of Letters (1954).